# 何定
何 定（か てい、? - 272年）は、中国三国時代の呉の政治家。豫州汝南郡の人。

## 生涯
何定は万彧や奚熙や陳声や張俶や岑昏らと並び、孫晧の佞臣として有名であったという。
何定は元々は孫権の側仕えの者であったが、のちに宮中の仕事から小役人に充てられた。何定はおべんちゃらを使って上の者に取り入るのが巧みで、孫晧に代替わりした時に、自分は先帝の元で使われていたものだと上表し、宮中の側仕えの役に戻りたいと希望した。孫晧は何定を楼下都尉に任じ、酒や穀物の買い入れのことをつかさどらせた。何定は権力をかさにきて思うままに他人を害したり過分に目をかけたりしたが、孫晧は何定を信任し、多くの事柄を何定の裁量に任せた。
何定は孫晧の寵愛をかさにわがまま放題であったが、陸凱は度々そのような態度の何定を面と向かって罵倒した。何定は陸凱を中傷したが、陸凱は気にとめることはなかったという。
何定が、息子のために小府の李勗の娘を嫁に迎えたいとの話を持ち出したところ、李勗は承諾しなかった。何定はそのことを遺恨に思い、建衡2年（270年）、李勗のことを孫晧に讒言した。孫晧は、李勗の一家を幼い子供までふくめて皆殺しにし、その死体を焼却した。
またその年に、殿中列将となった何定が兵5千を率いて長江を遡り、夏口で巻狩りを行った。そのため、身に危険を感じた都督の孫秀は、妻子や子飼いの兵数百人を連れて西晋に亡命した。
建衡3年（271年）、何定は、聖谿に運河を掘って長江や淮水への水運が通じるようにしてはどうかと建議し、孫晧は薛瑩に命じて1万人の人夫で工事に当たらせたが、大きな岩が多くて工事が進まず、結局工事は中止となった。薛瑩は責任を取らされて武昌左部督へ左遷され、のちに広州へ流罪となった。
何定は、また武将たちに命じ、それぞれに立派な犬を献上させた。みな千里の遠方から犬を買い求めて、1匹の犬の値段が絹数千匹にあたるまでになった。犬につけるつなぎ紐は1万銭の値段がし、1匹の犬に1人の兵士が配され、犬に食べさせるために兎を捕えて宮中の台所で調理され、国中の兎がほとんど獲りつくされてしまった。国中の人々は何定の悪行を怨んだが、孫晧は忠勤にはげむ者として何定に列侯の爵位を賜った。
陸凱・陸抗・賀邵といった人物が何定の悪事を訴える上書をしたためたが、孫晧にことごとく無視された。こうして好き放題悪事を重ねてきた何定であったが、鳳凰元年（272年）、ついに何定の今までの悪事が孫晧に発覚して、何定は誅殺された。孫晧は、何定の悪事が前に処刑された張布と似ているということで、何定の名前を「何布」と改めさせたという。